# Cloudant
 (décembre 2015).
Cloudant est un produit de type "cloud computing" vendu par IBM. Il s'agit d'une base de données non-relationnelle et distribuée, basée sur le projet CouchDB d'Apache, ainsi que sur le projet BigCouch.

## Historique
Cloudant a été fondée par Alan Hoffman, Adam Kocoloski, et Michael Miller. C'est au MIT, où ils travaillaient dans le département de physique, où ils avaient à travailler avec plusieurs pétaoctets  de données, qu'ils ont eu l'idée de résoudre le problème des grandes quantités de données. En 2008, ils fondent Cloudant qui est repérée par Y Combinator et recueillent 20 000 $ de fonds, puis 1 million de dollars en août 2010 de la part d'Avalon Ventures.[réf. souhaitée]
La start-up a été rachetée par IBM en 2014, et est devenue un service à part de la société IBM. L'acquisition a été finalisée le 4 mars 2014.